# Das Heimweh des Walerjan Wróbel
Das Heimweh des Walerjan Wróbel ist ein 1991 erschienener Film von Rolf Schübel. Er basiert auf einer wahren Begebenheit. Grundlage des Films ist die Buchvorlage des Rechtshistorikers Christoph Schminck-Gustavus, dessen dokumentarische Biographie die Lebensgeschichte Wróbels im Nationalsozialismus anhand von Quellentexten (Zeugenaussagen, Vernehmungsprotokolle, Tonbandabschriften von Zeitzeugenerinnerungen etc.) darstellt.

## Handlung
Zu Beginn des Zweiten Weltkrieges marschiert die Deutsche Wehrmacht in Polen ein und zerstört dadurch auch die Kindheit des 14-jährigen Jungen Walerjan Wróbel, der mit seinen Eltern und Geschwistern auf einem Bauernhof im besetzten Land lebt. Als 16-Jähriger wird er nach Deutschland verschleppt, wo er in Bremen auf einem Bauernhof Zwangsarbeit leisten soll. Voller Heimweh versucht er, von dort zu fliehen, wird jedoch erwischt. Als er aus Verzweiflung und in der Hoffnung, zur Strafe wieder in seine Heimat geschickt zu werden, eine Scheune anzündet, wird er verhaftet und in das KZ Neuengamme überführt. Nach neun Monaten harter Arbeit unter schrecklichen Bedingungen verurteilt ein Gericht in Bremen den weiterhin minderjährigen Wróbel zum Tode.

## Besetzung
- Artur Pontek als Walerian Wróbel
- Andrzej Mastalerz als Michal Piotrowski
- Michal Staszczak als Czeslaw
- Michael Gwisdek als Strafverteidiger
- Peter Striebeck als Richter
- Ferdinand Dux als Knecht
- Kyra Mladeck als Bäuerin
- Claudia Schermutzki als Tochter
- Miroslawa Marcheluk als Mutter Wróbel
- Jakub Jablonski als Bruder
- Magda Marcinkowska als Schwester

## Auszeichnungen
17. Internationales Filmfestival Moskau 1991:
- Goldener Georg (nominiert)
- Special Mention (erhalten)[2]